# Igor' Semšov
Igor' Petrovič Semšov (in russo Игорь Петрович Семшов?; Mosca, 6 aprile 1978) è un allenatore di calcio ed ex calciatore russo, di ruolo centrocampista, tecnico del Čajka Petropav. Borščahiv..

## Carriera

### Club
Ha esordito nel calcio professionistico nel CSKA Mosca, a 18 anni. Dopo un biennio con la maglia del CSKA, si è trasferito nella Torpedo Mosca, dove ha giocato per otto stagioni. Qui ha raggiunto la Nazionale ed ha disputato le sue due uniche stagioni in Europa, entrambe in Coppa UEFA. Dal 2006, gioca alla Dinamo, dove ha saltato soltanto 4 partite negli ultimi due campionati.
Nel 2009 si trasferisce allo Zenit San Pietroburgo e qui segna 6 reti in 26 partite.
Nel 2010 torna alla Dinamo Mosca.
È uno dei pochi giocatori ad aver giocato in tre diverse squadre di Mosca: il CSKA, la Torpedo e la Dinamo.

### Nazionale
Ha debuttato in Nazionale poco prima del campionato del mondo 2002: ha fatto poi parte della spedizione russa ai mondiali, così come è stato tra i selezionati per gli Europei del 2004 del 2008 e del 2012.